# Ronald Martin Alonso
Pour les articles homonymes, voir Martin (nom de famille) et Alonso.
Ronald Martin Alonso, né le 16 juillet 1980 à La Havane (Cuba), est un musicien franco-cubain, spécialisé en viole de gambe, lirone et violone.

## Formation
Après des études en guitare et en contrebasse au conservatoire Amadeo Roldan puis à l’Institut Supérieur des Arts de la Havane (Cuba), il suit les cours de Rebeka Ruso et Martin Gester au Conservatoire de Strasbourg, puis l'enseignement de Arianne Maurette et Jean Tubery au Conservatoire de Paris, où il est diplômé avec les félicitations du jury à l'unanimité en viole de gambe et en musique ancienne en 2011,.
Avec Domitille Gilon, violoniste, et Thomas Soltani, claveciniste, il est lauréat de plusieurs concours internationaux de musique de chambre baroque : Prix du public et des médias et 3e prix, Premio Bonporti, Rovereto, Italie, 2011 ; Prix spécial de Graaf Unico, International Van Wassenaer Concours, Amsterdam, Pays-Bas, 2011 ; Prix Franz Josef Aumann, Concours International HIF Biber, Autriche, 2013,,.

## Carrière
De 2001 à 2004, il est membre de l'ensemble Ars Longa de la Havana (direction Teresa Paz), avec lequel il enregistre plusieurs disques de musique baroque latino-américaine au label K617, primés par la critique spécialisée (Diapason d'Or, Choc du Monde de la Musique, ffff Télérama, 10 de Répertoire). L'ensemble collabore alors avec les chefs Claudio Abbado et Gabriel Garrido, et réalise plusieurs tournées en Europe, dans le cadre du projet culturel Les Chemins du Baroque, mené par Alain Pacquier. 
De 2007 à 2009, il participe en tant qu'enseignant au conservatoire itinérant du Baroque au Pérou et au Paraguay, œuvrant au développement de la musique baroque dans les pays latino-américains.
Depuis 2011, il collabore avec les ensembles Cappella Mediterranea (Leonardo Garcia Alarcon), Le Poème Harmonique (Vincent Dumestre), Les Traversées Baroques (Etienne Meyer), Il Festino (Manuel de Grange), Musica Alchemica (Lina Tur Bonet), Fuoco e Cenere (Jay Bernfeld), Stravaganza (Thomas Soltani), La Chapelle Rhénane (Benoît Haller), Il Caravaggio (Camille Delaforge), Les Métaboles (Leo Warinsky), Le Stagioni (Paolo Zanzu),. 
En soliste, en musique de chambre, en continuo, et à l'opéra, il se produit dans de prestigieux festivals (Aix-en-Provence, Saint-Denis...) et salles de concert (Opéra Royal de Versailles, Opéra Bastille, Opéra Garnier, Concertgebouw Amsterdam, Auditorium national de Madrid, Teatro Colon).
En 2014, il fonde l'ensemble Vedado, avec lequel il réalise des projets musicaux allant de la musique baroque à la création contemporaine autour de la viole de gambe. En 2015, il enregistre avec l'ensemble Vedado le CD Les Folies Humaines, consacré à des œuvres emblématiques de Marin Marais telles que La Rêveuse, Les Voix Humaines et Les Folies d'Espagne.
Il collabore à la série Versailles (saisons 1 et 2), pour laquelle il enregistre la musique et apparait à l'écran.
En 2016 et 2018, avec l'ensemble Vedado, il fait renaître en France les œuvres du compositeur cubain Esteban Salas lors du Festival Les Grands Concerts à Lyon, et sur les ondes de France Musique à l'invitation de Rolando Villazon.
En 2019, il est invité avec l'ensemble Vedado au XIIIe Festival de Musica Antigua de La Havana, où il se produit avec la mezzo-soprano Guillemette Laurens, et où il retrouve les violistes hispano-cubaines Lixsania Fernandez et Calia Alvarez.
En 2020, il enregistre Dialogues, récital qui mêle à des pièces pour viole de gambe du Manuscrit de Tournus de Monsieur de Sainte-Colombe deux compositions contemporaines de Philippe Hersant, Les chemins de Jérusalem et Pascolas, œuvre inédite pour viole de gambe. Pascolas est créée pour la première fois en public lors de l'émission Génération France Musique du 3 octobre 2020. L'enregistrement reçoit un accueil chaleureux de la critique en France et à l'étranger,.
En 2022, il explore avec l'ensemble Vedado dans son CD Le Grand Ballet une sélection de pièces du IIIème livre de Marin Marais (1711), un programme construit autour de la danse et de la Guitare, les 2 passions du roi Louis XIV.  

## Discographie

### CD (récital, soliste)
- Les folies humaines, Marin Marais – Ronald Martin Alonso et ensemble Vedado – Production Vedado Musica, 2015 (VM001)
- Dialogues – Philippe Hersant/Sainte-Colombe - Ronald Martin Alonso - label Paraty, 2020 (PTY820196)
- Le Grand Ballet, Marin Marais - Ronald Martin Alonso et ensemble Vedado - label Paraty, 2022 (PTY5027948)

### CD (ensemble, continuo)
- Cantus in Honore Beatae Mariae Virginis, Esteban Salas - ensemble Ars Longa - label K617, 2002 (K617140). Premio Cubadisco 2003 en las Categorías de Música de Cámara y Música Coral y Gran Premio Cubadisco ; 5 diapason ; 10 de Répertoire
- Fiesta Criolla - ensemble Elyma - label K617, 2002 (K617139). Diapason découverte
- Cancionero musical de la Catedral de Oaxaca, Gaspar Fernandes - Ars Longa - label K617, 2003 (K617153). Premio Cubadisco 2004 en las Categorías de Música de Cámara y Notas Discográficas ; Choc du Monde de la Musique, Diapason d’Or, ffff Télérama, 10 de Répertoire
- Passio Domini Nostri Jesu Christi, Esteban Salas - ensemble Ars Longa - label K617, 2004 (K617161). Premio Especial Cubadisco 2005
- À la Marésienne, Marais, Rameau - ensemble Nouvelles Voix, Ronald Martin Alonso, Olivier Briand, Jennifer Vera - label K617, 2007 (K617205)
- Hommages, Denoyé, Corrette - Le Parlement de Musique et La Maîtrise de Bretagne, Martin Gester - label Ambronay, 2008 (AMY014). 5 Diapason, Orphée du meilleur enregistrement d'un compositeur français: prix Arturo Toscanini, Académie du disque lyrique
- Opella Nova Fontana d'Israel, Schein - ensemble Sagittarius - label Hortus, 2010 (HORTUS075)
- Virgo Prudentissima, Marcin Mielczewski - ensemble Les Traversées baroques - label K617, 2011 (K617226). 5 Diapason
- Concert à la cour des Habsbourg, Biber, Schmelzer, Froberger, Walther - ensemble Stravaganza - label Aparté, 2012 (AP041).  CD de la semaine Musiq3
- L’air italien au temps de Louis XIII, Moulinié, Boesset, Bataille - Il Festino - label Musica ficta, 2012 (MF8014). 5 Diapason
- Arie da cantarsi, Stefano Landi - ensemble Il Festino - label Musica ficta, 2015 (MF8021). 5 Diapason
- Ferveur, louange et passion, JC Bach, D Buxtehude, JD Krynen - ensemble Isabella d'Este - label Paraty, 2015 (PTY415133)
- Ariane et Orphée, french baroque cantatas - ensemble Stravaganza - label Muso, 2016 (MU-009)
- L’Anonyme parisien, Charles Dollé - ensemble Près de votre oreille - label Paraty, 2016 (PTY416145)
- Valentini : complete mandolin sonatas - ensemble Pizzicar galante - Brilliant records, 2016 (95257)[18]
- Il pianto della Madonna - ensemble Desmarest - label B Records, 2017 (LBM005)
- Salve Festa Dies, Mielczewski, Förster, Zielenski - ensemble Les traversées baroques - label K617, 2017 (CDB006.4) ffff Télérama[19]
- Douce félicité, Michel Lambert, Sébastien Lecamus - ensemble Il Festino - label Musica ficta, 2017 (MF8027)
- Les Folies d'Espagne - ensemble Fuoco e Cenere - label Paraty, 2017 (PTY417164)
- Passio secundum Johannem, Alessandro Scarlatti - Cappella Mediterranea - label Ricercar, 2018 (RIC378)
- La descente d'Orphée aux enfers, Charpentier - ensemble Desmarest - label Glossa, 2018 (GCD923602)
- Vamos - Mélodie Ruvio, Benjamin Valette, Isaure Lavergne, Ronald Martin Alonso, Raphaël Mas - Label Ad Vitam, 2018 (AV180415)
- Donna, Monterverdi - ensemble Il Festino - label Musica ficta, 2019 (MF8031)
- Reinas: airs en espagnol à la cour de Louis XIII - ensemble El Sol - label Mirare (MIR496)
- Pièces de Viole, Jacques Morel – Fuoco e Cenere – label Paraty, 2019 (PTY129264)
- Mandolin sonatas, Domenico Scarlatti - ensemble Pizzicar Galante - label Arcana, 2019 (A115)
- Es waren Hirten auf dem Felde, Rosenmüller - ensemble La Chapelle Rhénane - label Christophorus, 2020 (CHR77445)
- 34 duos de Philippe Hersant - label Triton, 2020 (TRIHORT566). Hypnos, Ronald Martin Alonso et Robin Pharo
- Il trionfo de la morte, Bonaventura Aliotti - ensemble Les traversées baroques - label Accent, 2020 (ACC24368)[20]
- Hersant-Charpentier, Maitrise de Radio France & Chantres du CMBV - Label Radio France, 2021
- Offertoires et sonates en Trio, Jean François Dandrieu - Jean Baptiste Robin, ensemble Il Caravaggio, Camille Delaforge - label  Château de Versailles Spectacles, 2021
- Suite d'un goût étranger, Marin Marais - Ensemble Près de votre oreille, Robin Pharo - Château de Versailles Spectacles, 2021
- The Voynich manuscript, Yassen Vodenitcharov - Ensemble Près de votre oreille, Robin Pharo - Label Gega New, 2021
- L'Orfeo, Monteverdi - Cappella Mediterranea - Leonardo García Alarcón - Label Alpha, 2021. ffff Telerama, Choc Classica, Diamant Opera Magazine
- Biber Violin sonatas 1681 -  MUSIca ALcheMIca, Lina Tur Bonet - Label Glossa, 2022

### Bande Originale
- Odysseus (vol.  1, 2 et 3) – bande originale de la série télévisée - compositeur : Bernard Grimaldi - label B Original, 2013.

### Livre-CD
- Presque Reine, le premier amour de Louis XIV - ensemble Les enfants de la cour - label Éveil et découverte, 2013[21]. Coup de Cœur de l'Académie Charles Cros.